# South Wallins
South Wallins è un census-designated place (CDP) degli Stati Uniti d'America, situato nello stato del Kentucky, nella contea di Harlan.